# مسجد حیدرخانلی
مسجد حیدرخانلی (به ترکی آذربایجانی: Heydərxanlı məscidi) مسجدی متعلق به قرن ۱۵ می‌باشد، که در ده «جهری» شهرستان «بابک» جمهوری خودمختاری نخجوان قرار گرفته‌است.
پنج مسجد در روستای «جهری» شهرستان «بابک» تا کنون رسیده‌است. با وجود اینکه برخی از آن‌ها در حالت نیمه تخریب شده به سر می‌برد، بقیه تخریب نشده تا کنون به جای مانده‌است؛ ولی آن‌ها در دوران شوروی سابق تبدیل به انبارها شده بودند. یکی از آنها، مسجدی است که در میان مردم به مسجد حیدرخانلی شناخته می‌شود.

## دربارهٔ مسجد
دیوارهای این مسجد که در مرکز روستا در محله «حیدرخانلی» واقع است، با استفاده از خشت‌های مربعی شکل ساخته و نمایش با آجرهای پخته شده پشانیده شده‌است. مسجد واجد مناره جفتی می‌باشد. گفتنی است که، مناره‌های جفت در منطقه نخجوان غیرمعمول می‌باشد.
از اینکه در دوران حکومت شوروی سابق بر آذربایجان این مسجد مانند انبار گندم مورد استفاده واقع شده بود، برخی بخش‌های آن دستخوش تخریب‌هایی گشته بود؛ ولی بعداً آن بخش‌های تخریب شده به‌طور خشن مورد مرمت قرار گرفتند. مسجد دو در ورودی از سمت جنوب دارد. در غربی برای مردان و شرقی نیز برای ورود زنان زیر نظر گرفته شده‌است. دخل مسجد با سه ردیف ستونهای چوبی به چهار قسمت تقسیم شده‌است. محراب شامل دو تاقچه دراز و عمیق و آرایش‌های طاقی شکل که آن‌ها را متصل می‌کند، می‌باشد. بام مسجد با تیرهای چوبی پوشانیده شده‌است. این مسجد آخرین بار در اواخر قرن ۱۹ مورد بازسازی‌های کامل قرار گرفته‌است.